# Smarties
Smarties es una marca de productos de chocolate con leche propiedad de Nestlé, que consiste en pequeñas pastillas de chocolate recubiertas de azúcar. Está presente en el mercado desde 1882, cuando fue creada por la marca inglesa Rowntree.

## Historia
La compañía inglesa Rowntree elaboró el producto por primera vez en 1882, con el nombre de Chocolate Beans (judías de chocolate). Su comercialización como Smarties Chocolate Beans comenzó a partir de 1937, y debido a que la golosina comenzó a exportarse a otros países, la compañía decidió utilizar sólo el nombre Smarties a partir de 1977. 
En 1988 la compañía Nestlé adquiere Rowntree, y la marca pasa a llamarse Nestlé Smarties a partir de 1993.
Este producto también es elaborado y comercializado por Colombina bajo el nombre de Dandy en Colombia. En Perú, es la propia Nestlé la encargada de elaborar el producto, bajo el nombre de Lentejas.

## Colores

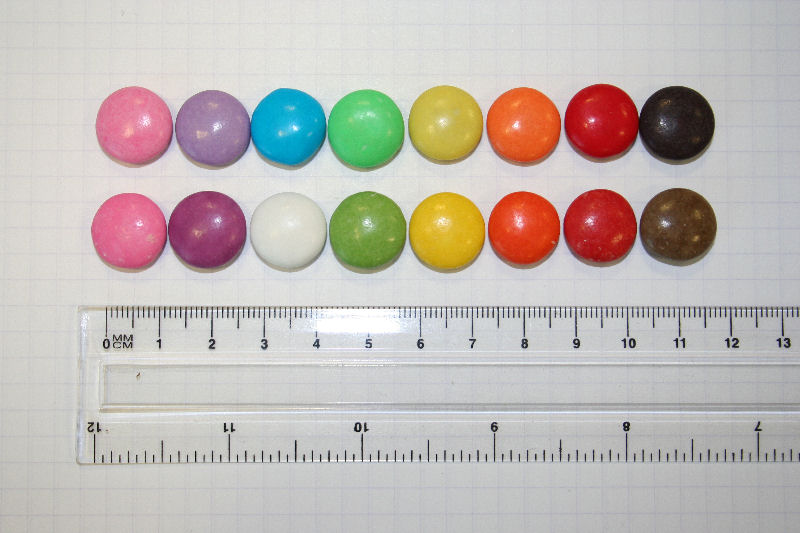
Comparativa entre Smarties con colorantes artificiales y con colorantes naturales. No figura el nuevo azul.

Cada pastilla tiene un color distinto entre ocho (rojo, naranja, amarillo, verde, azul, morado, rosa y beis). En algunos países las pastillas azules son sustituidas por otras de color blanco, y dependiendo del país puede haber menos colores.
Anteriormente solían utilizarse colorantes artificiales, pero en 2006 Nestlé decidió sustituirlos por colorantes naturales al detectar que podían causar daños en algunos casos. Aunque la compañía encontró sustitutos para la mayoría de colores, no consiguieron un colorante natural para el azul y decidieron retirarlo temporalmente de la circulación por el blanco. En 2008 el azul regresó a los Smarties, cuando se encontró un colorante natural azul derivado de la cianobacteria espirulina.

### Lista de colores
- Rojo
- Naranja
- Amarillo
- Verde
- Azul
- Morado
- Rosa
- Marrón
- Blanco